# 허브차

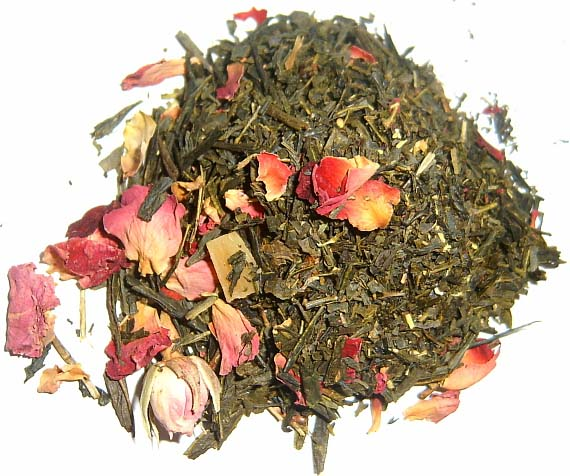
허브차

허브차(Herbal tea)는 건조한 꽃잎이나 씨앗, 뿌리 등으로 끓여 만든 차를 말한다. 음료의 목적 이외에도 건강이나 안정을 위해 마신다. 풀, 약초라는 뜻의 영어낱말 허브(herb)와 차(茶)가 결합된 말이다.

## 종류
- 라벤더 - 보라빛색을 띠는 은은하고 특유의 향기를 가진 차이다.
- 루이보스 - 남아프리카 공화국에서 자라는 붉은 색 식물로 만든다. 레드티라고도 불린다.
- 페퍼민트 - 민트의 청량감을 주는 향으로 아로마테라피에서도 쓰인다.
- 캐모마일 - 국화과 식물이다.
- 인삼 - 두릅나무과에 속하는 여러해살이풀이다.
- 로즈마리 - 바늘같은 잎을 가진 여러해살이 식물로, 민트와 같은 과에 속한다.
- 국화 - 국화과, 국화속 등 국화(菊花) 식물의 총칭이다.
- 생강 - 생강과에 속하는 여러해살이풀로 새앙·새양이라고도 한다. 동남아시아가 원산지. 등.

## 카페인
캐모마일, 레몬밤과 같은 허브차에는 카페인이 전혀 없다.

## 같이 보기
- 허브 (식물)

## 참고 문헌
- 임현정 (2007). 《진수수, 홍차, 녹차, 허브차, 한방차 54가지 무작정 따라하기》. 길벗. ISBN 978-89-7560-469-0.
- 이타쿠라히로시게; 우제열 역(옮김) (2007). 《건강을 위한 티타임 허브차》. 넥서스BOOKS. ISBN 978-89-5797-309-7.
- 최성희 (2004). 《전통차 허브차 한잔에 담긴 건강 마시기》. 중앙생활사. ISBN 89-89634-59-8.